# Gabriel Diniz
José Gabriel de Souza Diniz (Campo Grande, 18 de octubre de 1990-Estância, 27 de mayo de 2019), más conocido como Gabriel Diniz, fue un cantante y compositor brasileño.

## Carrera
Natural de Campo Grande, en la adolescencia se mudó a João Pessoa. Se reunió con amigos de la escuela y creó una banda de garaje que adquirió popularidad entre la juventud de la ciudad; también fue vocalista de las bandas Forró na Farra y Cavaleiros do Forró. En la época el cantante cursaba la facultad de ingeniería eléctrica y dividía su tiempo entre los estudios y la música.
En su carrera en solitario, el cantante tuvo seis discos lanzados, como: GD at the Park (Ao Vivo) (2016), GD live (Ao Vivo) (2016), GD Verão (2016), GD (2017), Gabriel Diniz Na Ilha (Ao Vivo) (2018) y À Vontade (2019).
En 2017, lanzó la canción titulada «Acabou Acabou», una colaboración con Wesley Safadão.
Se hizo nacionalmente conocido por el sencillo «Jenifer», que quedó en el 1.° lugar entre las más escuchadas en las radios y paradas de streaming de música de Brasil convirtiéndose en el éxito del verano de 2019.

## Vida personal
Estuvo en una relación sentimental con la psicóloga Karoline Calheiros desde 2016 hasta su muerte en 2019.

## Fallecimiento
Después de hacer una presentación en la ciudad de Feira de Santana en Bahía, Diniz se dirigió en avión con destino a Maceió, Alagoas para celebrar el cumpleaños de su novia. El monomotor, sin embargo, cayó en Estância, al sur de Sergipe, acabando con la vida de Diniz y los otros dos ocupantes del avión, los pilotos Linaldo Xavier y Abraham Farías. Los médicos del Instituto Médico Legal brasileño confirmaron que el impacto de la caída fue responsable de la muerte de las víctimas, lo que provocó varios traumatismos de tórax, traumatismos abdominales y traumatismos de cráneo.
El avión Piper Cherokee PT-KLO no podía operar vuelos privados o como taxi aéreo. De acuerdo con los registros de la Agencia Nacional de Aviación Civil de Brasil, la aeronave estaba destinada exclusivamente a las actividades de «instrucción y entrenamiento de vuelo para aeroclubes, clubes o escuelas de aviación civil». La agencia, por tanto, dijo que la causa del accidente sería investigado.